# Marian Enache
Marian Enache (Târgu Cărbunești, 5 agosto 1995) è un canottiere rumeno, vincitore della medaglia d'oro olimpica con Andrei Cornea nel 2 di coppia a Parigi 2024.
Nello stesso anno, sempre insieme a Cornea, si è laureato campione europeo a Seghedino 2024.
Sempre a livello europeo vanta un argento ed un bronzo nel 2 di coppia ed un bronzo nel 4 di coppia.

## Palmarès
- Giochi olimpici

Parigi 2024: oro nel 2 di coppia.
- Europei

Glasgow 2018: argento nel 2 di coppia.
Lucerna 2019: bronzo nel 2 di coppia.
Oberschleißheim 2022: bronzo nel 4 di coppia.
Seghedino 2024: oro nel 2 di coppia.